# パワーレンジャー・ニンジャストーム
『パワーレンジャー・ニンジャストーム』（Power Rangers Ninja Storm）は、アメリカ合衆国のテレビドラマ。日本の特撮テレビドラマシリーズ「スーパー戦隊シリーズ」の英語版ローカライズ作品「パワーレンジャーシリーズ」の第11シーズンであり、第9作目である。本作品は『忍風戦隊ハリケンジャー』がベースとなっている。2003年2月15日から同年11月15日までABC放送内のABC kidsで放送され、ABCファミリーでも放送された。

## 概要
本作品から正式にウォルト・ディズニー・カンパニー制作となる。当初はシリーズのリブートも予定されていたが、中止となっている。『忍風戦隊ハリケンジャー』の設定を受け継ぎつつキャラクターの設定は独自のものになっており、この作品以降、初期メンバー全員が特殊能力の持ち主であるという設定が起用される。
前作『パワーレンジャー・ワイルドフォース』の現場を視察したディズニーの判断により、本作品から撮影ロケ地がこれまでのカリフォルニア州からニュージーランドのオークランドに変更された。ロケ地の変更理由は、ディズニーが制作費の削減を求めた結果とされる。
『パワーレンジャー・ロスト・ギャラクシー』以降、恒例となっていた共演が行われなかった。その理由は撮影国の変更のためであるとされる。またこの作品の注目点はこれまでのイエローレンジャーは女性が演じることが多かったが、この作品では男性が演じている（※詳しくはパワーレンジャーの特徴を参照）。この作品以降、『パワーレンジャー・ビーストモーファーズ』まで性別が変更されなくなった。
製作面においてはかつて、1993年から1997年までシリーズのプロデューサーなどを担当していたダグラス・スローンとアン・オースティン（アン・ナップ）が製作総指揮、脚本として復帰。制作会社の変更を受け、坂本浩一がこれまでのシリーズ代表者の立場でシリーズの立ち上げから共同製作総指揮を担当。
制作は本作から実質上のシリーズ最終作『パワーレンジャー・コズミックフューリー』までヴィレッジ・ロードショーの子会社であるヴィレッジ・ロードショー・KP・プロダクションが担当。新生スタッフ陣により、番組は制作されたが、アメリカでは玩具の売り上げ、視聴率共に歴代最低の数字を記録してしまう。2004年から玩具展開が始まったイギリスでは男児向け玩具のベストセラーとなっている。
また、レッドレンジャーのスーツアクターを担当してきた前田浩、アクション監督などを担当していた横山誠が日本に帰国することになり、本作品が最後の参加作品となった。

## あらすじ
悪の忍者軍団に対抗する正義の忍者たちがパワーレンジャーとなって戦う。

## 登場人物

### ウィンドレンジャー（ハリケンジャー）
忍者学校「ニンジャ・アカデミー（忍風館）」の生徒で、仲良し3人組。学校ではドジな落ちこぼれであったが、実はレンジャーになる運命を背負っていた（ワタナベはそのことを知っていたが彼らの成長を考え黙っていた）。悪の忍者軍団に学校が襲われ壊滅した際、彼らだけがたまたま登校途中に老女を助けて遅刻したために難を逃れたことから、レンジャーとなって戦う。学校が壊滅した後、戦いの無い場合はスポーツショップで働いている。レンジャーたち3人の特技はアクセスが容易なロケーションを生かしたいという意向で設定されている。
シェイン・クラーク/レッドウィンドレンジャー（ハリケンレッド）
スケートボードが得意。空の力で戦う。沈着冷静な頼れるリーダー。ポーターという名の非常に優秀な兄がおり、兄にコンプレックスを持っている。
トリ・ハンソン/ブルーウィンドレンジャー（ハリケンブルー）
サーフィンが得意。水の力で戦う。青い車（カブ）を持っており、戦いが始まる前はいつもシェインとダスティンを乗せて忍者学校に通っていた。バイクにも乗れるが扱いは荒っぽい。
ウォールドー・ブルークス/イエローウィンドレンジャー（ハリケンイエロー）
通称はダスティン。モトクロスが得意。大地の力で戦う。クールなサブリーダー。パワーレンジャーシリーズではイエローエイリアンレンジャーのディデウス以来となる男性イエローである。また、本作品以降、原作で男性のイエローは女性に変更されなくなった。

### サンダーレンジャー（ゴウライジャー）
ウィンドレンジャーが通う忍者学校とは別の忍者学校「サンダーニンジャアカデミー」に在籍していた兄弟戦士で、モトクロスが得意。
雷の力で戦う。ローサーに養父を殺したのはセンセイだと騙されウィンドレンジャーと戦うが後に仲間に。兄弟であるにもかかわらず人種が違うのはそれぞれ別のところから養父母に引き取られた養子であるため。
ハンター・ブラッドリー/クリムゾンサンダーレンジャー（カブトライジャー）
兄で白人。ウインドレンジャーと和解した後は彼らと共にスポーツショップに出入りする。
ブレイク・ブラッドリー/ネイビーサンダーレンジャー（クワガライジャー）
弟でアジア系。トリと惹かれ合っていく。

### その他の忍者
キャメロン・ワタナベ/グリーンサムライレンジャー（シュリケンジャー）
センセイの息子。通称はキャム。当初はメカの開発などでレンジャーたちをサポートしていたが、中盤以降は過去の世界で手に入れたパワーで変身して自ら戦うようになる。原作とは違い、他のレンジャーに正体が明かされており、変身する際には球状の変身ツールを使う。
センセイ・カノイ・ワタナベ（日向無限斎、ハムスター館長）
忍者学校の館長。ローサーに敗れたと思われたが、服を着たモルモットの姿となって難を逃れるが、元の姿に戻れなくなってしまう。生徒には厳しいが息子のキャムに対してはやや過保護な面もあり、息子が忍者になるのを反対していた亡き妻（かつて生徒として忍者学校に在籍していたころの同級生でもあった）との約束もあり当初は息子を戦いに出したがらなかった。
サイバーキャム
キャムが自分に似せて作ったロボットで戦闘に参加するようになったキャムに代わってレンジャーたちのサポートを行う。キャムとは違い、ヒップホップダンスやモトクロスなどを好む。
平行世界のローサー軍団
善と悪が逆転した世界の住人たち。市長で争いを好まないローサー、スポーツショップの店員であるザーゲインとチューボー、仲良し姉妹のカプリとマーラー、一般市民として暮らしているモンスター、ケルザックたち。悪のパワーレンジャーに脅えて暮らしていたが、ローサー市長と共にザーゲイン、チュウボー、カプリ、マーラー、モトドローン、シマズ、ベクサカスが立ち上がり、8人の武器を合体させたニンジャストライカーでパワーレンジャーを倒した。

### 悪の忍者軍団
ローサー
軍団のボス。本名はキヤ・ワタナベ。センセイの双子の兄弟だが悪の道に走る。その目的は、地獄の扉を開き、世界を悪で埋め尽くし、滅ぼすことであった。部下を全て倒されるが、それでも6人のレンジャーを圧倒する力を持ち、レンジャーから変身能力を奪う。しかし、変身能力を失っても忍術を使って立ち向かったシェインたちの力により、自分も地獄に封印されたが、パワーレンジャー・ダイノサンダーの第31話で復活。メゾゴグと手を組み、レンジャーたちと戦うが、作戦が失敗した後、メゾゴグによって命を落とす。医者の勧めを守り、毎日プロテインを欠かさず飲んでいる。
マラー（一の槍フラビージョ）
ローサーの姪。カプリの妹で、キャムのいとこ。モンスターの査定を行う役割を持ち、空中戦が得意。カプリと同じく根っからの悪人ではないようで戦いが終わった後ニンジャアカデミーの生徒になった。
チューボー（ニの槍チュウズーボ）
軍団の幹部（後に将軍）。臆病な性格で杖が武器。失敗続きのため、ローサーから見放されそうになり、レンジャーを倒して汚名を返上するため、サンダーストームメガゾードと戦うが敗北。しかし、死んではおらず肉体を縮小されてマラーのペットにされてしまった。その後、偶然元の大きさに戻る。最後はケルザックを率いて地獄から蘇った者たちとパワーレンジャーの戦いに乱入するがシェインに倒された。
モトドローン（三の槍マンマルバ成長体）
元はオートバイの修理屋だったペリーが、事故によって誕生したモンスターに体を乗っ取られた姿。パワーレンジャーに倒され、ペリーと分離するが、残っていたパーツからザーゲインに修復され、軍団の新たな将軍として復活した。オートバイに乗って戦う戦法を得意とする。ベクサカスに反逆の意思があることを知り、そのことをローサーに報告しようとしたがベクサカスによって殺された。後に地獄の扉から復活するが、シェインに倒された。
カプリ（四の槍ウェンディーヌ）
ローサーの姪。マラーの姉で、キャムのいとこ。モンスターを巨大化させる能力を持つ。根っからの悪人ではないようであり、戦いが終わった後ニンジャアカデミーの生徒になり、レンジャーからも歓迎された。
ザーゲイン（五の槍サーガイン）
科学者でもある将軍。ゾードやロボットモンスターを製作する。瞬間移動が出来る。武器は2本の刀。仲間だったころからサンダーレンジャーのことを嫌っており、ベクサカスとも仲が悪い。レンジャーに敗れて脱出した後、ベクサカスによって倒された。後に地獄の扉から復活するが、シェインに倒された。パワーレンジャー・ダイノサンダーにおいてもローサーとともに復活。レンジャーたちと戦うが、トミーによって倒された。
シマズ（六の槍サタラクラ）
古代日本の戦いの神。3体のウルフブラデスを部下として従えている。彫像に封印されていたが、偶然モトドローンのエネルギーを受けて復活した。その後はローサーの仲間になり、軍団の将軍となった。後にベクサカスと結託して組織を乗っ取ろうとするが、彼から不要と認識されて命を狙われる。命を助けてもらうことと引き換えにカプリとマラーと手を組んでゾードに乗ってレンジャーと戦うが敗北。失敗の責任を擦り付け合った末、カプリとマラーに倒された。後に地獄の扉から復活するが、シェインに倒された。
ベクサカス（七の槍サンダール）
宇宙からやって来た賞金稼ぎ。ローサーのスカウトを受けて軍団に加入したが、組織を乗っ取ろうと目論み、他の将軍を味方に引き込もうとする。巨大化してゾードと戦い、サンダーレンジャーの捨て身の戦法により倒され、その直後に地獄から復活するが、シェインに倒された。
ケルザック（マゲラッパ）
軍団の戦闘員で、パワーアップした赤いケルザックも登場。
悪のパワーレンジャー
善と悪が逆転している世界で地球を襲っている悪の軍団。正義のローサー率いるニンジャ軍団とこの世界に飛ばされたトリによって倒され、逮捕された。

## アイテム
ウィンドモーファー（ハリケンジャイロ）
ウィンドレンジャーの変身ブレス。
ニンジャソード（ハヤテ丸）
ウィンドレンジャーの忍者刀と銃。
ホークブラスター（ドライガン）
レッドレンジャーの専用銃。
ソニックファン（ソニックメガホン）
ブルーレンジャーの専用メガホン。
ライオンハンマー（クエイクハンマー）
イエローレンジャーの専用トンカチ。
ストームストライカー（ハリケンガジェット）
合体銃。
サンダーモーファー（ゴウライチェンジャー）
サンダーレンジャーの変身アイテム。
サンダースタッフ（イカヅチ丸）
サンダーレンジャーの専用槍。
クリムゾンブラスター（ホーンブレイカー）
クリムゾンレンジャーの専用大砲。
ネイビーアントラー（スタッグブレイカー）
ネイビーレンジャーの専用ハサミ。
サンダーブラスター（ゴウライガジェット）
合体銃。
ストライクブラスター（ビクトリーガジェット）
合体砲。
サムライサイクロンモーファー（シュリケンボール）
サムライサイクロンレンジャーの変身アイテム。
玩具では日本で発売されたシュリケンボールとは違い、メダルが取り外すことが出来るようになっている。
グリーンサムライセイバー（シュリケンズバット）
グリーンサムライサイクロンレンジャーのバット。
ライトニングリフブラスター（ニンジャミセン）
パワーレンジャーの三味線。
ライトニングモーファー
バトライザー強化変身アイテム。

## メカニック
ウィンドホーク（ハリケンホーク）
ウィンドドルフィン（ハリケンドルフィン）
ウィンドライオン（ハリケンレオン）
ストームメガゾード（旋風神）
サンダービートル（ゴウライビートル）
サンダースタッグビートル（ゴウライスタッグビートル）
サンダーメガゾード（轟雷神）
ミニゾード（風雷丸）
サンダーストームメガゾード（轟雷旋風神）
グリーンサムライコンドル（トライコンドル）
サムライスターメガゾード（天空神）
ハリケーンメガゾード（天雷旋風神）
マイティマンモス（リボルバーマンモス）
玩具は発売されなかった。
ストーム・ライトニングメガゾード（旋風神ハリアー）
玩具はサイズやギミックが日本版とは異なる別物。
ニンジャコン・ライトニングメガゾード
玩具のみのゾード。マイティ・モーフィン・パワーレンジャーのニンジャーの改修品。
パワースフィア（カラクリボール）
サーペントソード（ソードスラッシャー）
ザーゲインゾード（メガタガメ）
ザーゲインゾード2号（メガタガメ・マークII）
ザーゲインゾード3号（メガタガメ・マークIII）
ハイパーザーゲインゾード（ガインガイン）
カプリゾード（メガタガメセクシー）
マーラーゾード（フラビジェンヌロボ）
シマズゾード（ジャイアントムササビスタル）
ローサーゾード（タウ・ザント究極体）

## キャスト

### レギュラー・準レギュラー
- シェイン・クラーク：プア・マガシヴァ
- トリ・ハンソン：サリー・マーティン
- ウォールドー・ブルークス：グレン・マクラミカン
- ハンター・ブラッドリー：アダム・トゥオミネン
- ブレイク・ブラッドリー：ジョルギト・ヴァルカスJr.
- キャメロン・ワタナベ、サイバーキャム：ジェイソン・チャン
- センセイ/センセイ・モルモット、ローサー：グラント・マクファーランド
- ケリー：メーガン・ニコル
- ミニゾードの声：グレッグ・ジョンソン
- マラー：カトリーナ・デヴァイン
- チューボーの声：ブルース・ホプキンズ
- モトドローンの声：グレイク・パーカー
- カプリ：カトリーナ・ブラウン
- ザーガインの声：ピーター・ローリー
- シマズの声：ジェレミー・バーチャル
- ベクサカスの声：マイケル・ハースト

### ゲスト出演者
- ブラッドリー兄弟の父(7)：チャールズ・ピエラード
- ブラッドリー兄弟の母(7)：キム・ミカリス
- ニュースキャスター / レポーター（9、11、28 - 30）：ルイス・ウォーレス
- スピーカー(9)：ローニー・ディー
- 若い頃のセンセイ(17)、若い頃のローサー(17)：ダニエル・シン
- ミコ(17)：ロザンヌ・リャン
- 過去の時代のセンセイ(17)：ジェームズ・ゲイリン
- ロジャー・ハンナ：ダレン・ヤング
- チャーリー(21)：ジェイコブ・ルーテン
- チャーリーの母(21)：ファイン・アレグサンダー
- TVアナウンサー(21)：イズメイ・ジョンストン
- ペリー(25)：イアン・ヒューズ
- スカイラ（26・27）：ジェム・パッシェ＝アームストロング
- ジェレミー(37)：ヴィクター・ジャックナイフ
- エリック・マクナイト（37・38）：ジェームズ・ネーピア
- テリー（37・38）：ミシェル・オブライエン
- カイル（37・38）：ピーター・ウィルソンJr.

### スーツアクター
- レッドウィンドレンジャー[15] 、クリムゾンサンダーレンジャー[16] 、グリーンサムライレンジャー[17]- 前田浩
- レッドウィンドレンジャー（バイクスタント）[18] - クレイグ・スティーブンス
- イエローウィンドレンジャー[19] 、グリーンサムライレンジャー- 本間崇寛
- イエローウィンドレンジャー、ブルーウィンドレンジャー[20]ネイビーサンダーレンジャー[21]、グリーンサムライレンジャー[22]、モトドローン[21] 、ビービル[23]　、ダスティン（スタント）[24]、カプリ（スタント）[25]- 秋山智彦
- イエローウィンドレンジャー（バイクスタント）[18] -ルーク・スミス
- ブルーウィンドレンジャー[26] - 横山和博
- ブルーウィンドレンジャー[19] - 梛野素子
- ブルーウィンドレンジャー（バイクスタント）[18] -ディーン・アイズモンガー
- クリムゾンサンダーレンジャー[27] 、レッドウィンドレンジャー（代役）、ローサー（スタント）[28]、チューボー[29] - 荒川真
- クリムゾンサンダーレンジャー [16]、グリーンサムライレンジャー[30]（変身前のスタントも担当[31]）、イエローウィンドレンジャー[32]、ザーゲイン[32]、ベクサカス[33]、ジェネラル・トレイフ[34]、その他モンスター多数[34] - 南博男
- ケルザック[35] - 川澄朋章 、ティム・ウォン
- その他スタント - グレン・レヴィ、アイザック・アモン、他

## スタッフ
- 製作総指揮：アン・オースティン、ダグラス・スローン
- 共同製作総指揮：坂本浩一
- プロデューサー：ジャニン・ディケンズ
- 撮影監督：サイモン・リエラ
- 音楽：フランク・ストランジオ、ブルース・リンチ
- セカンドユニット監督：横山誠
- セカンドユニット撮影監督：ポール・サミュエルズ、レワ・ハーレ
- スタント・コーディネーター：マーク・ハリス
- アートディレクター：ミロ・ハーレ
- キャスティング：ダイアナ・ローワン（NZ担当）、グレッグ・アプス（豪州担当） 、アニタ・コーラン
- テーマソング作曲：ジェレミー・スウィート、イアン・ニクス
- 原作：八手三郎[36]
- 制作：ルネサンス・アトランティック・エンターテイメント、東映、ヴィレッジ・ロードショー・KP・プロダクション
- 製作著作：BVSエンターテイメント、BVSインターナショナル

## 各話リスト
| 話数 | サブタイトル                    | 登場モンスター | 監督                     | 脚本                                    | 放送日         |
| ---- | ------------------------------- | --- | ------------------------ | --------------------------------------- | -------------- |
| 1    | Prelude To A Storm              | ブルー・フェイス（ケッカイ坊） （声 - グレイク・パーカー） | 坂本浩一                 | ダグラス・スローン                      | 2003年 2月15日 |
| 2    | There's No "I" In Team          | マッド・マグネット（ジシャックモ） （声 - グレイク・パーカー） | 坂本浩一                 | アン・オースティン                      | 2003年 2月15日 |
| 3    | Beauty And The Beach            | コピーボット（クリソッツ坊） （声 - ジェイソン・ホイト） | 坂本浩一                 | マーク・ホフマイヤー                    | 2月22日        |
| 4    | Looming Thunder                 | テラモール（モグドラゴ） （声 - ジョン・リー） | チャーリー・ハスケル     | ジャッキー・マーチャンド                | 3月1日         |
| 5    | Thunder Strangers, Part I       | ― | チャーリー・ハスケル     | アン・オースティン                      | 3月8日         |
| 6    | Thunder Strangers, Part II      | アンフィビトー（ガマジャクシ） （声 - マーク・ライト） | チャーリー・ハスケル     | アン・オースティン                      | 3月15日        |
| 7    | Thunder Strangers, Part III     | ザーゲインゾード | アンドレ・メリフィールド | ダグラス・スローン                      | 3月22日        |
| 8    | Nowhere To Grow                 | フローラバンディカス（ハナサッカ導士） （声 - チャル・ウィルソン） | アンドレ・メリフィールド | スティーブ・スレイヴキン                | 3月29日        |
| 9    | Snip It, Snip It Good           | スニップスター（シラーンス） （声 - ジェレミー・バーチャル） | アンドレ・メリフィールド | マーク・ホフマイヤー                    | 9月20日        |
| 10   | Return Of Thunder, Part I       | トキシポッド（キリキリマイ師） （声 - ジョン・リー） | ウェイン・ローズ         | ダグラス・スローン                      | 4月12日        |
| 11   | Return Of Thunder, Part II      | スーパートキシポッド（ギリギリガイ師） （声 - ジョン・リー） | ウェイン・ローズ         | ダグラス・スローン                      | 4月19日        |
| 12   | Return Of Thunder, Part III     | スーパートキシポッド（ギリギリガイ師） （声 - ジョン・リー） | ウェイン・ローズ         | アン・オースティン                      | 4月26日        |
| 13   | Return Of Thunder, Part IV      | チューボー | ウェイン・ローズ         | ダグラス・スローン                      | 5月3日         |
| 14   | Boxing Bopp-A-Roo               | ボッパルー（カンガルーレット） （声 - マーク・ライト） | チャーリー・ハスケル     | マーク・ホフマイヤー                    | 5月10日        |
| 15   | Pork Chopped                    | ジェネラル・トレイフ（フタブタ坊） （声 - グレッグ・ジョンソン） | チャーリー・ハスケル     | スティーブ・スレイヴキン                | 5月17日        |
| 16   | The Samurai's Journey, Part I   | マッドトロポリス（ジン・ギローン） （声 - ダラス・バーネット） | ポール・グラインダー     | ジャッキー・マーチャンド                | 5月24日        |
| 17   | The Samurai's Journey, Part II  | マッドトロポリス（ジン・ギローン） （声 - ダラス・バーネット） | ポール・グラインダー     | マーク・ホフマイヤー                    | 5月31日        |
| 18   | The Samurai's Journey, Part III | スターバク（ユメバクー師） （声 - ジョルギト・ヴァルカスJr.） テンタクリープ（オクト入道） サカー（バンパ・イヤーン） （声 - ダニー・ヤング） スカイスクラッパー（テッコツメーバ） ヒップ・ホッパー（クッツク法師） マジック・マウスタッチ（ヒゲナマ頭巾） | ポール・グラインダー     | マーク・ホフマイヤー                    | 6月7日         |
| 19   | Scent Of A Ranger               | フラグラ（キラ・コローネ） （声 - ペニー・アシュトン） | アンドレ・メリフィールド | ジャッキー・マーチャンド                | 6月14日        |
| 20   | I Love Lothor                   | ミスター・ラットウェル（チューピッド） （声 - マーク・ライト） | アンドレ・メリフィールド | スティーブ・スレイヴキン                | 6月21日        |
| 21   | Good Will Hunter                | DJ・ドラモンド（ウナダイゴ） （声 - マイケル・ハースト） | アンドレ・メリフィールド | スティーブ・スレイヴキン                | 6月28日        |
| 22   | All About Beevil                | ビービル（ブラビジェンヌ） （声 - ローリー・ダンジー） | ウェイン・ローズ         | ジャッキー・マーチャンド                | 7月5日         |
| 23   | Sensei Switcheroo               | フットジラ（オモ・カル） （声 - ジョエル・トベック） | ウェイン・ローズ         | マーク・ホフマイヤー                    | 7月26日        |
| 24   | Tongue and Cheek                | スロッブゴブリン（ベロ・タン） （声 - ジョエル・トベック） | アート・ブラウン         | マーク・ホフマイヤー                    | 8月2日         |
| 25   | Brothers In Arms                | モーティー・ボード（ジュクキノコ） | アンドレ・メリフィールド | ジャッキー・マーチャンド                | 8月2日         |
| 26   | Shane's Karma, Part I           | ザーゲインゾード2号 | チャーリー・ハスケル     | ジョン・テリジェン マーク・ホフマイヤー | 8月9日         |
| 27   | Shane's Karma, Part II          | ザーゲインゾード2号 | チャーリー・ハスケル     | ジョン・テリジェン マーク・ホフマイヤー | 8月8日         |
| 28   | Shimazu Returns, Part I         | ウルフブレイドス（ファングール） | アンドレ・メリフィールド | ダグラス・スローン                      | 8月16日        |
| 29   | Shimazu Returns, Part II        | ウルフブレイドス（ファングール） | アンドレ・メリフィールド | ジャッキー・マーチャンド                | 8月23日        |
| 30   | The Wild Wipeout                | ゴールドウィンガー（フショクルーガ） （声 - グレン・ドレーク） 悪のパワーレンジャー | アンドレ・メリフィールド | ジャッキー・マーチャンド                | 9月20日        |
| 31   | Double-Edged Blake              | インフレイトン（ゴムビ・ローン） （声 - ディーン・ヤング） ボールド・ルーザー（ツッコ・ミーナ） | ウェイン・ローズ         | M.L.ケスラー                            | 9月27日        |
| 32   | Eye Of The Storm                | アイザック（マンマルバ暴走体） | チャーリー・ハスケル     | アン・オースティン                      | 9月27日        |
| 33   | General Deception, Part I       | ザーゲインゾード3号 | ウェイン・ローズ         | アン・オースティン                      | 10月4日        |
| 34   | General Deception, Part II      | ザーゲインゾード3号 ハイパーザーゲインゾード | ウェイン・ローズ         | ダグラス・スローン アン・オースティン   | 10月4日        |
| 35   | A Gem Of A Day                  | コンドルトロン（デザーギ） | チャーリー・ハスケル     | アン・オースティン                      | 10月18日       |
| 36   | Down And Dirty                  | カプリゾード マーラーゾード シマズゾード | チャーリー・ハスケル     | ダグラス・スローン                      | 10月18日       |
| 37   | Storm Before The Calm, Part I   | ベクサカス | ポール・グラインダー     | ダグラス・スローン                      | 11月15日       |
| 38   | Storm Before The Calm, Part II  | ローサーゾード 再生モンスター軍団 | ポール・グラインダー     | アン・オースティン                      | 11月15日       |

## ゲーム
Power Rangers Ninja Storm
2003年9月9日にTHQからゲームボーイアドバンス版とPC版の2種類が発売された。開発はナツメ。GBA版は2005年3月30日にPower Rangers Dual Packとして『Power Rangers Time Force』とセットにされた商品が販売された。